# Смагино (Самарская область)
Смагино — село в Шенталинском районе Самарской области в составе сельского поселения Васильевка.

## География
Находится на расстоянии примерно 17 километров по прямой на юг от районного центра станции Шентала.

## Население
Постоянное население составляло 59 человек (русские 90%) в 2002 году, 38 в 2010 году.